# Ultra-triathlon
L'ultra-triathlon è un triathlon che coinvolge nuoto, ciclismo e corsa in distanze più lunghe rispetto a quelle dell'Ironman.
A differenza di un evento di triathlon normale, le tre discipline che compongono un ultra-triathlon non necessariamente devono essere svolte in ordine diretto consecutivo (prima tutto nuoto, poi tutto ciclismo e infine tutto corsa), ma in genere si svolgono sessioni giornaliere delle tre discipline e ripetute per più giorni fino a completare la distanza richiesta.

## Distanze
| Distanze                                 | Nuoto                | Ciclismo                | Corsa                   |
| ---------------------------------------- | -------------------- | ----------------------- | ----------------------- |
| Ultratriathlon (Ironman)                 | 3,8 km (2,4 miglia)  | 180 km (111,8 miglia)   | 42,195 km (26,2 miglia) |
| Double Ultratriathlon (Ironman x2)       | 7,6 km (4,7 miglia)  | 360 km (223,7 miglia)   | 84,4 km (52,4 miglia)   |
| Triple Ultratriathlon (Ironman x3)       | 11,4 km (7,1 miglia) | 540 km (335,5 miglia)   | 126,6 km (78,7 miglia)  |
| Quadruple Ultratriathlon (Ironman x4)    | 15,2 km (9,4 miglia) | 720 km (447,4 miglia)   | 168,8 km (104,9 miglia) |
| Quintuple Ultratriathlon (Ironman x5)    | 19 km (11,8 miglia)  | 900 km (559,2 miglia)   | 211 km (131,1 miglia)   |
| Deca Ultratriathlon (Ironman x10)        | 38 km (23,6 miglia)  | 1.800 km (1.118 miglia) | 422 km (262,2 miglia)   |
| Double Deca Ultratriathlon (Ironman x20) | 76 km (47,2 miglia)  | 3.600 km (2.237 miglia) | 844 km (524,4 miglia)   |
| Triple Deca Ultratriathlon (Ironman x30) | 114 km (70,8 miglia) | 5.400 km (3.355 miglia) | 1.266 km (786,7 miglia) |
| 10-Days-Triathlon (Ironman Distance)     | ogni giorno 3,8 km   | ogni giorno 180 km      | ogni giorno 42,195 km   |
| 10-Days-Triathlon (5x Olympic Distance)  | ogni giorno 7,5 km   | ogni giorno 200 km      | ogni giorno 50 km       |

## Record del mondo

### Uomini
| Distance | Athlete              | Time            | Place                 |
| -------- | -------------------- | --------------- | --------------------- |
| Single   | Kristian Blummenfelt | 7 h 21 m 12 s   | 2021 Cozumel          |
| Double   | Robert Karaś         | 18 h 44 m 38 s  | 2019 Panevėžys        |
| 3x       | Robert Karaś         | 30 h 48 m 57 s  | 2018 Lensahn          |
| 4x       | Søren Højbjerre      | 53 h 41 m 00 s  | 1993 Szekesfehervar   |
| 5x       | Robert Karaś         | 60 h 21 m 24 s  | 2024 Florida          |
| 5x Day   | Rait Ratasepp        | 49 h 32 m 49 s  | 2022 Buchs            |
| 10x      | Robert Karaś         | 164 h 14 m 02 s | 2023 Brasile          |
| 10x Day  | Richard Jung         | 106 h 11 m 53 s | 2016 Buchs            |
| 20x      | Vidmantas Urbonas    | 437 h 21 m 40 s | 1998 Monterrey        |
| 20x Day  | Norbert Lüftenegger  | 241 h 36 m 45 s | 2019 Buchs            |
| 30x      | Dirk Leonhardt       | 959 h 03 m 00 s | 2020 Bruchköbel       |
| 30x Day  | Jozsef Rokob         | 356 h 33 m 17 s | 2013 Lonato del Garda |
| Ultraman | Simon Cochrane       | 19 h 48 m 47 s  | 2023 Noosa Heads      |

### Donne
| Distance | Athlete             | Time              | Place               |
| -------- | ------------------- | ----------------- | ------------------- |
| Single   | Chrissie Wellington | 8 h 18 m 13 s     | 2011 Roth           |
| Double   | Alicja Pyszka-Bazan | 23 h 12 m 02 s    | 2023 Colmar         |
| 3x       | Mareile Hertel      | 37 h 18 m 17 s    | 2019 Lensahn        |
| 4x       | Astrid Benöhr       | 59 h 15 m 00 s    | 1993 Szekesfehervar |
| 5x       | Alexandra Meixner   | 84 h 44 m 29 s    | 2018 Buchs          |
| 5x Day   | Eva Hürlimann       | 66 h 52 m 22 s    | 2018 Buchs          |
| 10x      | Christine Couldrey  | 247 h 07 m 21 s   | 2018 New Orleans    |
| 10x Day  | Alexandra Meixner   | 137 h 23 m 43 s   | 2022 Buchs          |
| 20x      | Laura Knoblach      | 633 h 41 m 39 s   | 2019 León           |
| 20x Day  | Alexandra Meixner   | 279 h 37 min 48 s | 2016 Buchs          |

## Associazione Internazionale Ultra-triathlon
La IUTA è una libera associazione che riunisce atleti ed organizzatori di eventi a livello internazionale.
Questa associazione non è affiliata ad alcuna federazione nazionale o internazionale di triathlon, e non è riconosciuta né dal CIO né dalla WADA.
Altra associazione, presente nel panorama internazionale dell'Ultra Triathlon, è la WUTA ( World Ultra Triathlon Association),
Entrambe le associazioni non rivestono dunque carattere ufficiale a livello di federazioni riconosciute dal comitato olimpico internazionale.